# 何詠堤
何詠堤（英語：Eunice Ho Wing Man，1983年10月9日—），原名何詠雯、香港女演員，前TVB無綫娛樂新聞台主播以及香港電視網絡旗下合約藝人。

## 生平
何詠雯於2003年參加新秀歌唱大賽溫哥華選拔賽打入總決賽，於2006年加入無綫電視；近年多為不同品牌擔任主持工作及為天網網上電台作為主持。

## 演出作品

### 電視節目
- 2006年－2012年：無綫娛樂新聞台主播
- 2008年－2011年：精彩滿屋（廣告雜誌）
- 2009年－2012年：補習升Level （無綫兒童台）主持及網頁版本[2]
- 2009年－2012年：娛樂頭條主播（翡翠台）
- 2010年－2011年：新城勁爆頒獎禮
- 2011年：人人有GOLD見（翡翠台）
- 2014年：Shopping Hero
- 2019年：對不起 標籤你 II Tagger（ViuTV）

### 電台節目
- 祖講（天網）
- 90後的蛋卷（天網）

### 電視劇
- 2007年：野蠻奶奶大戰戈師奶（無綫電視）
- 2008年：老婆大人II（無綫電視）
- 2014年：選戰－潘子韻（香港電視）
- 2015年：導火新聞線－容凱琪（香港電視）
- 2015年：大眾情性－張麗芳（香港電視）
- 2015年：歲月樓情－護士（香港電視）
- 2020年：男排女將 －Macy（ViuTV）

### 微電影
- 2015年：La Couleur－Genie（HKTV X EQ:IQ）

### 曾採訪之事宜
- 威尼斯影展[3]
- 上海電影節
- 台灣金馬獎＼金曲獎＼金鐘獎（現場衛星直播報道）
- 四川大地震重建特輯
- MTV日本音樂錄影帶大獎
- 亞太影展

## 其他司儀工作
- 星煥國際有限公司多個記者會
- Super Junior M 周覓簽名會
- 海港城Bye Bye巨鴨派對
- 水怪史畢茲鄭元暢奧運活動
- 多個台灣藝人（楊宗緯／五月天／唐禹哲／黑澀會美眉等）香港宣傳記招

## 外部連結
- 何詠堤的Facebook專頁
- 何詠堤的Instagram帳戶
- 何詠堤的新浪微博